# Оберлейтенант
О́берлейтена́нт (від нім. ober — старший, фр. lieu tenant — заступник, від lieu — місце і tenant — посідає) — військове звання молодшого офіцерського складу в Збройних силах Німеччини, Австрії та Швейцарії.
У збройних силах Німеччини, вперше звання оберлейтенант з'явилося на початку 19 століття. У перекладі звання означало старший лейтенант та присвоювалося після 5-6 років військової служби. Оберлейтенант у військово-морських силах мав назву оберлейтенант-цур-зее (нім. Oberleutnant zur See)
За часів Другої світової війни у Ваффен СС еквівалентним званням було оберштурмфюрер.
|                                     |                            |                    |                   |               |       |                             |                            |
| Повсякденна форма (танкові війська) | Польова форма (мотопіхота) | Військова медицина | Повсякденна форма | Польова форма | Погон | Нарукавний знак розрізнення | Накладний знак розрізнення |